# Cantone di Isle-Manoire
Il Cantone di Isle-Manoire è una divisione amministrativa dell'arrondissement di Périgueux.
È stato costituito a seguito della riforma approvata con decreto del 21 febbraio 2014, che ha avuto attuazione dopo le elezioni dipartimentali del 2015.

## Composizione
Comprendeva inizialmente 12 comuni ridottisi poi ai seguenti 10 dal 1º gennaio 2016 per effetto della fusione dei comuni di Atur, Boulazac e Saint-Laurent-sur-Manoire a formare il nuovo comune di Boulazac-Isle-Manoire:
- Bassillac
- Boulazac-Isle-Manoire
- La Douze
- Eyliac
- Marsaneix
- Notre-Dame-de-Sanilhac
- Saint-Crépin-d'Auberoche
- Saint-Geyrac
- Saint-Pierre-de-Chignac
- Sainte-Marie-de-Chignac